# Philosepedon monstruosus
Philosepedon monstruosus är en tvåvingeart som beskrevs av Jezek och Mogi 1995. Philosepedon monstruosus ingår i släktet Philosepedon och familjen fjärilsmyggor. Inga underarter finns listade i Catalogue of Life.